# Carville-la-Folletière
Carville-la-Folletière – miejscowość i gmina we Francji, w regionie Normandia, w departamencie Sekwana Nadmorska.
Według danych na rok 1990 gminę zamieszkiwały 224 osoby, a gęstość zaludnienia wynosiła 51 osób/km² (wśród 1421 gmin Górnej Normandii Carville-la-Folletière plasuje się na 679. miejscu pod względem liczby ludności, natomiast pod względem powierzchni na miejscu 736.).